# Просопография
Просопогра́фия (от др.-греч. πρόσωπον — «лицо, личность» и γράφω — «пишу»), иногда также «прозопография», — специальная историческая дисциплина, изучающая биографии исторических лиц, относящихся к определённой эпохе или местности, имевших общие политические, социальные или этнические черты, занимавших определённую должность (например, «сторонники Помпея», «сенаторы в эпоху династии Юлиев-Клавдиев», «делегаты-рабочие на I съезде Советов СССР», «декабристы», «персы в Римской империи», «белые офицеры Российской армии адмирала А. В. Колчака», «иностранные специалисты в СССР 1920—30-х годов»).
Просопографический метод — это создание коллективных биографий, выявление определённого круга лиц, постановка ряда однотипных вопросов о датах рождения и смерти, о браке и семье, социальном происхождении, месте жительства, образовании, роде деятельности, религии и т. д. Просопографический метод выявляет определённые типы.
Понятие «просопография» впервые было употреблено в 1573 году в труде Антуана дю Вердье «Просопография или описание знаменитых личностей от сотворения мира с их портретами». Просопографический метод использовался ещё в XIX в. и возродился в 1970-е годы, когда появился ряд публикаций по античной просопографии (Prosopography of the Later Roman Empire, работы М. Арнхайма, А. Шастаньоля, Т. Барнса). Затем просопографические исследования были распространены как на новую, так и на новейшую историю. На основе различных источников создаются компьютерные базы данных по определённой тематике и периоду.